# Caligula (divadelní hra)
Caligula je drama Alberta Camuse o čtyřech dějstvích, odehrávajíci se v době vlády římského císaře Caliguly.
Albert Camus se ve svých dílech soustředil na problematiku odcizenosti a vzpoury, často se u něj objevuje téma strachu ze samoty. Jeho díla jsou reakcí na ztrátu tradičních hodnot a přesvědčení o nesmyslnosti a absurdnosti života. Caligulu napsal roku 1938, ale knižně vyšla až roku 1944. Hra měla premiéru v září 1945 v Théâtre Hébertot v Paříži. Titulní roli ztvárnil Gérard Philipe, v režii Paula Oettlyho.

## Děj
Hra začíná roku 37 n. l. v okamžiku smrti Caligulovy sestry Drusilly, s níž udržoval intenzivní incestní vztah, a končí jeho smrtí roku 41 n. l. Caligula je člověk, který revoltuje proti absurditě pomocí zločinů a her smrti. Nechá své senátory klusat vedle svého kočáru a říká, jak je pohyb zdravý, prohlašuje se za Boha či Bohyni. Chce také, aby všichni patricijové vydědili své děti a odkázali svůj majetek státu. A podle toho, kolik budou potřebovat peněz, tak je budou posílat na smrt. Na smrt půjde každý a každý je vinen. Poté nechá také uzavřít veřejné sýpky a hlásí, že budou mít hladomor. Svou vůli obhajuje tím, že není lepší způsob, jak dokázat svou svobodu. Má také iracionální představy, že spojí krásu a ošklivost, nebe a moře. Po třech letech nesnesitelného teroru vzniká proti Caligulovi vzpoura. Ke Caligulovi přichází Senectus a varuje ho, že se na něj chystá spiknutí. Ten mu však nevěří a pouze směje. Ke konci zabije svou manželku Caesonii. Chvíli na to rozbije stoličkou zrcadlo, a když na zem padají střepy, přijdou k němu spiklenci a ubodají ho k smrti. Jeho poslední slova jsou „Ještě jsem živý!.“

## Osoby
| Caligula                 |
| Caesonie                 |
| Helicon                  |
| Scipio                   |
| Cherea                   |
| Senectus, starý patricij |
| Metellus                 |
| Lepidus                  |
| Octavius                 |
| Patricius, intendant     |
| Mereia                   |
| Mucius                   |
| Muciova žena             |